# Richard Alfred Rossiter
Richard Alfred Rossiter (* 19. Dezember 1886 in Oswego, New York; † 26. Januar 1977 in Bloemfontein, Südafrika) war ein Astronom und ist einer der Namensgeber für den Rossiter-McLaughlin-Effekt.
Richard Alfred Rossiter beschäftigte sich im Besonderen mit dem Studium von Doppelsternen und entdeckte über 5500 Doppelsterne. Von 1928 bis 1952 war er Direktor des Lamont-Hussey Observatoriums in Bloemfontein.

## Schriften
- Catalogue of Southern Double Stars, 1955